# پرواز جرقه‌ها
جرقه‌های در حال پرواز (به انگلیسی: Sparks Fly) ترانه‌ای از تیلور سوئیفت خواننده و ترانه‌سرای آمریکایی است. این ترانه ترانه دوم از آلبوم حالا صحبت کن است و در ۸ جولای ۲۰۱۱ به صورت رسمی منتشر شد.